# 李明吉
李 明吉（リ・ミョンギル、朝鮮語: 리명길、1963年 - ）は、朝鮮民主主義人民共和国の政治家。朝鮮労働党中央委員会委員候補。朝鮮農業勤労者同盟中央委員会委員長、最高人民会議常任委員会委員、朝鮮カンボジア親善協会委員長などを歴任した。

## 経歴
1963年に生まれた。出生地は不明。2010年5月に開催された朝鮮農業勤労者同盟中央委員会第60回総会で、同中央委員会委員長に選出され、最高人民会議常任委員会委員にも選出された。2010年9月28日に開催された朝鮮労働党第3回党代表者会で、朝鮮労働党中央委員会委員候補に選出され、同年6月には道・市・郡人民代議員選挙中央選挙指導委員会委員に任命された。同年12月に金正日総書記が死去した際には、国家葬儀委員会委員に選ばれた。2012年10月に朝鮮カンボジア親善協会委員長に任命され、同年11月には国家体育指導委員会委員に任命された。2014年3月に最高人民会議第13期代議員に選出された、常任委員会委員に再選された。2016年5月9日に開催された朝鮮労働党第7次大会で朝鮮労働党中央委員会委員候補に再選され、5月30日には南北の農民が協力し、自主的な祖国統一を訴える談話を発表した。同年7月には朝鮮半島の平和と自主統一のための北、南、海外の諸政党、団体、個別人士の連席会議北側準備委員会副委員長に就任した。同年12月6日に34年ぶりに開催された朝鮮農業勤労者同盟第8回大会で、中央委員会委員長に再選されたが、2017年3月30日に開催された農業勤労者同盟第8期第4回総会で中央委員会委員長を解任され、同年4月11日に開催された最高人民会議第13期第5回会議で、最高人民会議常任委員会委員を召喚された。

## 発言
2011年6月に大韓民国郷土予備軍が金正日総書記の写真を射撃の標的に使用したことに関して、「同族対決に目が眩んだ李明博逆賊敗党の超大型の挑発行為に激怒した農勤連員たちは、片手には銃を、もう一方の片手には鎌を携え、凶悪な民族の敵をこの地から永遠に一掃する時を待っている。決戦の時が近づけば、我々は全員が爆弾となり、李明博逆賊敗党を一撃で葬り去る全面的で軍事的な報復行動に突入し、積もりに積もった恨みをはらすだろう」と糾弾した。

## 参考サイト
- 북한정보포털

| 先代姜昌旭 | 朝鮮農業勤労者同盟中央委員会委員長2010年 - 2017年 | 次代金昌葉 |